# Chiesa dei Santi Gervasio e Protasio (Venezia, Carpenedo)
La chiesa dei Santi Gervasio e Protasio è un luogo di culto cattolico di Carpenedo, frazione di Venezia, in città metropolitana e patriarcato di Venezia; fa parte del vicariato di Mestre. 
Si tratta di una delle chiese più antiche della zona, benché l'edificio attuale risalga alla metà del XIX secolo.

## Storia
Fu eretta probabilmente poco dopo la nascita di Carpenedo, che risale quasi certamente all'epoca delle invasioni barbariche. Bisognerà però aspettare alcune bolle papali più tarde (1152, 1153 e 1184) per avere una prima citazione della pieve, già allora dedicata ai santi Gervasio e Protasio.

L'intitolazione ai due martiri potrebbe provare l'antica origine della chiesa, essendo questi venerati in particolare dai Longobardi.
Da un rilievo topografico del 1692, l'antica chiesa, che occupava la stessa posizione dell'attuale, era molto semplice, con tetto a capanna e un solo ordine di finestre, un carattere quindi consono alle esigenze della popolazione locale dedita alle attività rurali.
Proprio il mutamento del paese da zona prevalentemente agricola a centro di residenza e villeggiatura dei patrizi veneziani fece sentire la necessità di ingrandire e abbellire la parrocchia: nel 1730 essa subì un profondo rimaneggiamento che vide il rifacimento della facciata, la sostituzione degli altari lignei con altri in pietra e marmo e una nuova pavimentazione con riquadri in marmo bianco e rosso al posto del modesto cotto.
Nel corso dell'Ottocento, l'aumento della popolazione rende necessario costruire un nuovo e più ampio edificio. La chiesa attuale fu progettata in stile neogotico dall'architetto-ingegnere Giovan Battista Meduna tra il 1852 e il 1853, completata nel 1857 e consacrata il 4 ottobre 1858 (ma fu effettivamente ultimata solo nel 1912). Il vecchio edificio, inglobato provvisoriamente nella nuova costruzione, venne demolito quando quest'ultima fu ultimata, cosa che consentì di mantenere integri gli arredi originali.

## Descrizione
Il Meduna concepì l'edificio come un tutto organico, esterno e interno, arredo e suppellettili, ispirato al gotico delle chiese degli ordini mendicanti e al neogotico europeo. Ne risulta un tempio di singolare forza espressiva e unità architettonica.

### Esterno

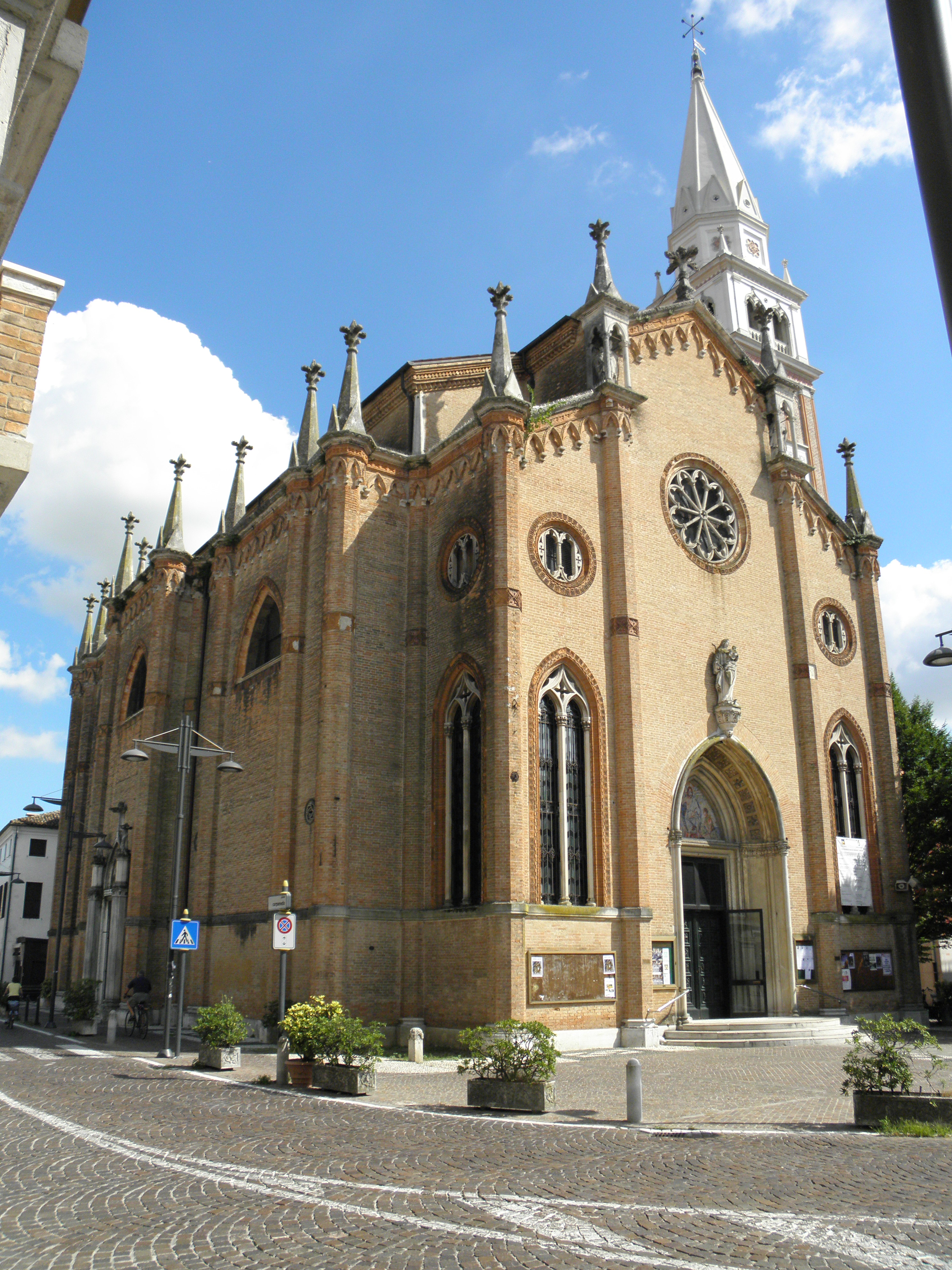
Esterno

L'esterno è caratterizzato dal rivestimento in mattoni a vista. La facciata è tripartita da quattro pilastri che sottolineano l'altezza dell'edificio: i due che delimitano la facciata sono conclusi da pinnacoli in pietra bianca, i due centrali da edicole che accolgono le statue dei santi Gervasio e Protasio.
Il portale è ad arco a sesto acuto in pietra bianca sormontato dalla statua della Madonna con il Bambino, al quale si accede dalla gradinata semicircolare. L'elegante rosone decora la parte superiore della ripartizione centrale, un pinnacolo concluso in una croce in pietra bianca termina la facciata ed è il leitmotiv decorativo dell'interno della chiesa.

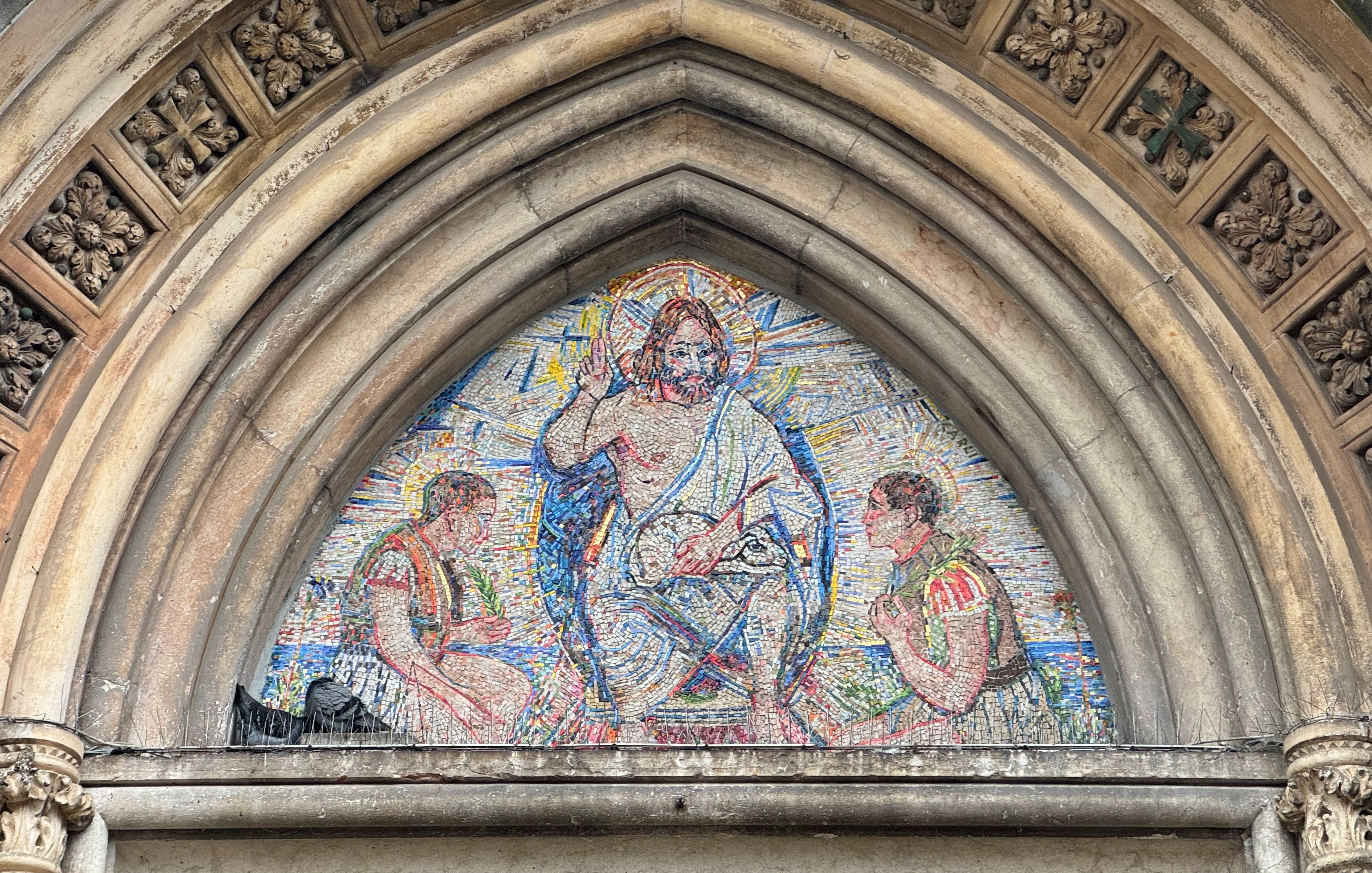
Mosaico nel timpano del portale centrale

Nel timpano del portale centrale vi è posto il mosaico raffigurante Cristo con i SS. Gervasio e Protasio, che fu realizzato nel 1985 dall'artista Renzo Cristiano Carli.

Il mosaico, posto nel timpano del portale laterale, rappresentante il Vescovo, fu realizzato sempre dall'artista Renzo Cristiano Carli nel 1975.

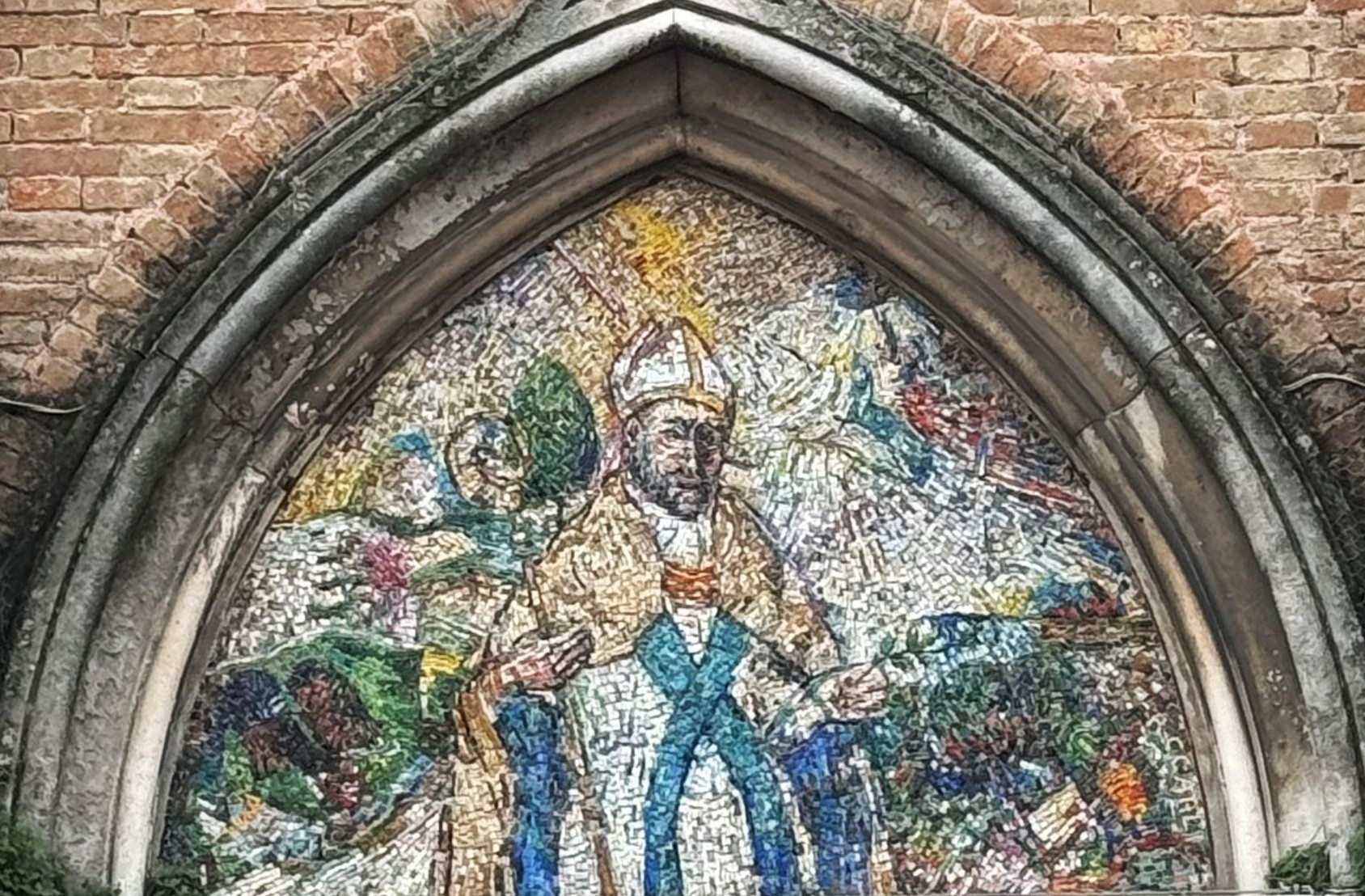
Mosaico nel timpano del portale laterale

Nelle ripartizioni laterali determinate dai pilastri, si apre una grande bifora nella parte inferiore, nella parte superiore un rosone più piccolo rispetto a quello centrale. Piccoli archi rampanti sostengono il fastigio e si ripetono assieme ai pilastri conclusi da pinnacoli della facciata lungo il lato nord dell'edificio.
L'alto campanile, iniziato nel 1690 e realizzato nel volgere di alcuni decenni, ha basamento in pietra e canna in mattoni e pietra. Verso la metà del secolo scorso si provvide alla sistemazione della cella campanaria e al rifacimento della cuspide.

### Interno
L'interno a navata unica con quattro cappelle laterali poco profonde dove sono collocati gli altari, tutti uguali, opera di Giacomo Spiera su disegno del Meduna. La copertura è a volte costolonate cariche di tensione, affrescate di colore blu con stelle dorate, che poggiano sul cornicione che percorre tutto il perimetro del tempio.
Il pulpito, il coro e i confessionali sono lignei, dove viene ripreso il leitmotiv decorativo del pinnacolo esterno. A fianco della bussola d'ingresso si aprono due cappelle: a destra vi è un confessionale, a sinistra il fonte battesimale. A sinistra del presbiterio si apre la cappella dedicata alla Madonna di Lourdes, a destra la sacrestia.
Nonostante il restauro avvenuto negli anni novanta, il tempo, l'inquinamento ed il traffico nelle strade circostanti hanno arrecato seri danni alla volta della chiesa costringendo la parrocchia ad avviare una impegnativa operazione di restauro per la quale è stato chiesto l'aiuto di tutti..

### Opere conservate
La chiesa accoglie numerose opere d'arte. Alcune di esse appartenevano sicuramente alla vecchia chiesa, a cominciare dalle tre statue settecentesche in pietra tenera presenti in facciata e rappresentanti la Madonna col Bambino (sopra il portale) e san Gervasio e san Protasio, posti nelle due edicole in alto ai lati della facciata, non ben visibili; all'interno, sopra le porte d'ingresso laterali si trovano due affreschi staccati del XVI secolo, rappresentanti a destra La nascita di Gesù e a sinistra L'adorazione dei Magi; un'altra adorazione dei Magi dipinta ad olio su tela, sempre di epoca cinquecentesca, si trova sopra la porta della cappella della Madonna di Lourdes. tale dipinto nel dicembre 2008 è stato restaurato a cura dell'Associazione Amici delle arti di Mestre; nel presbiterio si trovano le due grandi tele di Pietro Muttoni detto Pietro della Vecchia raffiguranti il Martirio dei santi Gervasio e Protasio e il Ritrovamento delle loro spoglie, eseguite negli anni 1652-54.
Di origine incerta è il Crocifisso ligneo di scuola riminese del XIV secolo, sospeso all'ingresso del presbiterio, forse proveniente dalla chiesa di San Matteo di Rialto.
La maggior parte degli elementi decorativi è tuttavia coeva alla costruzione della chiesa: gli affreschi di tutta la chiesa, terminati nel 1912, sono opera del pittore Ermenegildo Linzi di Treviso, coadiuvato dai suoi figli. Una delle opere più belle è sicuramente la decorazione della zona del presbitero, ove spicca l'altare maggiore in marmo bianco di Carrara con 12 nicchie che accolgono raffigurazioni degli apostoli dipinti su rame, sormontate da altre 6 nicchie contenenti L'Annunciazione e i quattro Evangelisti. La parete absidale reca invece un grande affresco tripartito, rappresentante al centro Il Sacro Cuore di Gesù, a sinistra Santa Margherita Alacoque e a destra San Giovanni Evangelista; ai lati due bifore chiuse da belle vetrate policrome con i santi titolari.
Buona anche la presenza di opere d'arte contemporanea: una Sacra famiglia di Pietro Barbieri (1977), la Maddalena di Roberto Joos (1979) e il ritratto di Papa Luciani di Vittorio Felisati (1979), autore anche dei due dipinti collocati ai lati della bussola d'ingresso.

### Organo a canne
Sulla cantoria in controfacciata si trova l'organo a canne Fratelli Bazzani opus 488, costruito nel 1911.
Lo strumento è racchiuso all'interno di una cassa lignea neogotica con mostra in quattro campi formata da canne di principale con bocche a mitria. La trasmissione è pneumatico-tubolare e la consolle ha due tastiere di 56 note ciascuna e pedaliera concava di 27 note.